# Каменица-над-Цирохоу
Каменица-над-Цирохоу (словац. Kamenica nad Cirochou) — село и одноимённая община в районе Гуменне Прешовского края Словакии. В письменных источниках начинает упоминаться с 1317 года.

## География
Село расположено в юго-восточной части края, на левом берегу реки Цирохи, к востоку от города Гуменне, при автодороге 74. Абсолютная высота — 181 метр над уровнем моря. Площадь муниципалитета составляет 17,57 км².

## Население
| Год:                | 1994 | 2004    | 2014    | 2024    |
| ------------------- | ---- | ------- | ------- | ------- |
| Количество человек: | 2208 | 2335    | 2388    | 2305    |
| Разница:            |      | +5,75 % | +2,26 % | −3,47 % |

По данным последней официальной переписи 2011 года, численность населения Каменицы-над-Цирохоу составляла 2391 человек.